# Dounam
Un dounam ou dönüm, dounum, donum, dounoum ou dunum (en arabe : دنوم, en hébreu : דונם) est une unité de mesure de surface. Elle n'appartient pas au Système international d'unités. L'unité SI correspondante est le mètre carré (m2).
À l'origine, le dönüm (en turc ottoman :  ضنمق / dönmek - « tourner ») représentait la quantité de terrain qu'un homme pouvait labourer en un jour. Cette imprécision a conduit à des différences de cette mesure en fonction des régions. Cette unité continue toutefois à être utilisée dans plusieurs pays de l'ancien empire ottoman.
Plusieurs versions standardisées continuent de coexister :
- en Chypre du Nord, le dounam équivaut à 1 337,8 m2 ;
- en Irak, il est de 2 500 m2 ;
- en Jordanie/Liban/Israël/Palestine/Turquie/Arabie saoudite, il vaut 1 000 m2, soit 1⁄10 ha. Avant l'effondrement de l'empire ottoman, le dönüm était à 919,3 m2 mais le dounam métrique fut fixé à 1 000 m2 pendant le mandat britannique en Palestine et cette valeur est restée ;
- d'autres pays comme la Libye, la Syrie, et des républiques de l'ancienne Yougoslavie utilisent également des dounams ;
- la stremma en Grèce a à peu près les mêmes dimensions et son nom a le même sens de tourner.

## Conversions
Un dounam équivaut dans la majorité des pays à :
- 1 000 m2 (précisément) ;
- 0,1 hectare (précisément) ;
- 10 ares (précisément) ;
- 0,247 105 381 acres (environ) ;
- 1 195,990 05 yards carrés (environ) ;
- 10 763,910 4 pieds carrés (environ).